# DJ-мікс

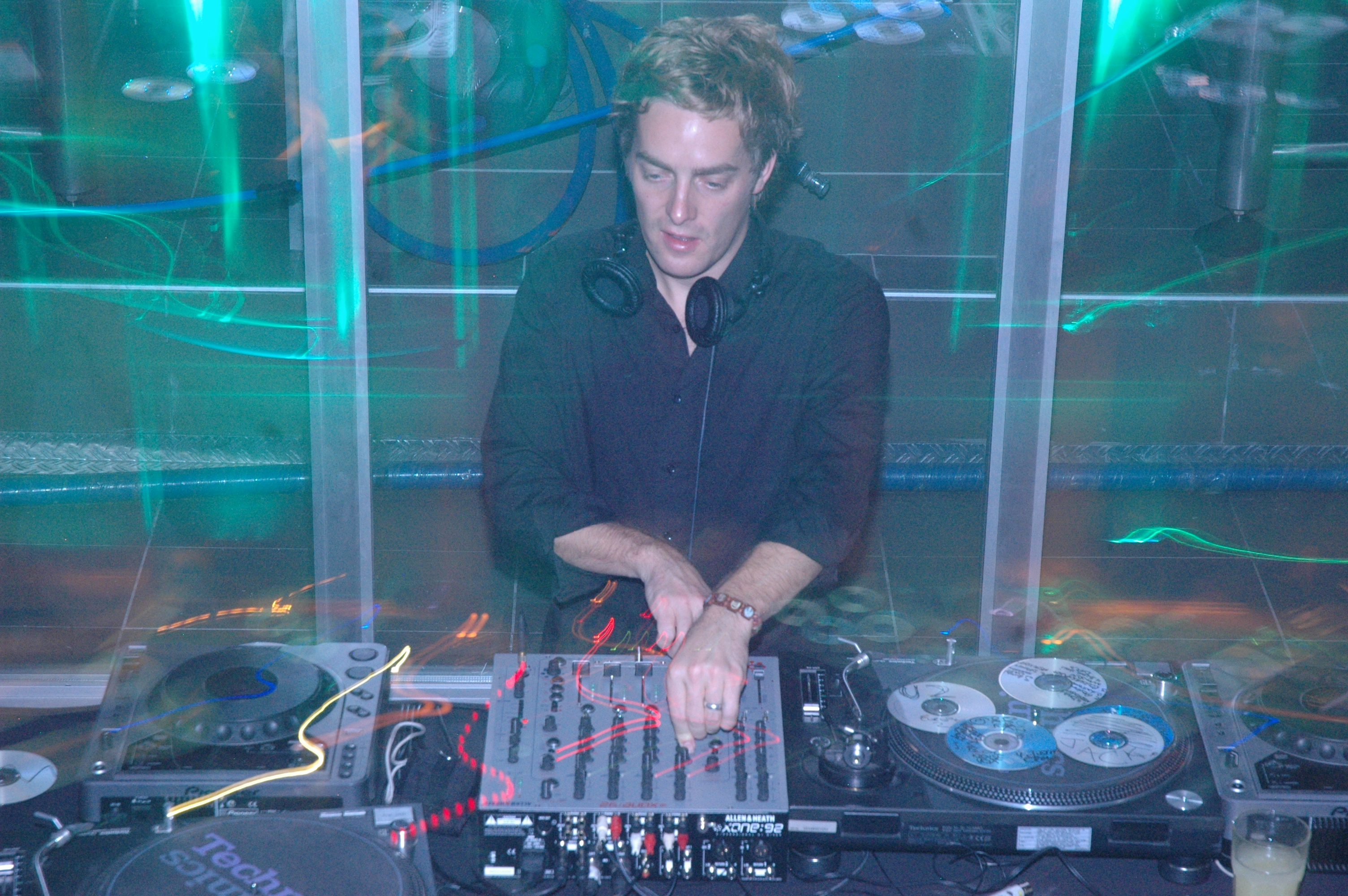
DJ Adam Freeland створює вживу свій DJ-сет

DJ-мікс або DJ-сет — це компіляція музичних треків, вибудуваних в безперервну послідовність. Як правило, мікси створюються діджеями для різних цілей (наприклад, для включення по радіо в тематичних передачах). Зазвичай мікси складаються з треків, схожих за жанром, настроєм та іншими ознаками. В середньому, тривалість міксу становить до 74 хвилин (вміщається на аудіо-CD), але може бути і значно довше. Послідовність треків у вигляді міксу специфічна тим, що треки плавно змінюють один одного.
Діджейські мікси, як правило, створюються з допомогою мікшера і декількох джерел звуку, таких як програвачі вінілових платівок, програвачі компакт-дисків, цифрові аудіоплеєри або комп'ютерні звукові карти, іноді з використанням семплерів і ефекторів, хоча це можна створити на комп'ютері за допомогою спеціальних звукових редакторів.
Діджейський мікс може створюватися як вживу (тоді він зветься DJ-сет), так і записуватися в студійних умовах, з подальшим розповсюдженням на аудіо-носіях.